# Barco de Galileo (experimento)

El experimento del barco de Galileo consiste en dejar caer una piedra desde lo alto del mástil de un barco que se halla en movimiento con velocidad uniforme.
[Caso A]: tal como comprobó Galileo, la piedra cae al pie del mástil, arrastrada por la velocidad del barco.
[Caso B]: supuesto incorrecto de los detractores de Galileo, que al ignorar el arrastre del barco, afirmaban que la piedra caería por detrás del mástil.

El barco de Galileo hace referencia a dos experimentos de física (un experimento mental y un experimento real), realizados por Galileo Galilei, físico y astrónomo de los siglos XVI y XVII. Los experimentos se crearon para argumentar la idea de la Tierra rotando alrededor del Sol, en contraposición a la idea de una Tierra estática alrededor de la que girarían el Sol, los planetas y las estrellas.

Un argumento utilizado en aquel entonces era que si la Tierra estuviera en movimiento, se detectarían efectos en las trayectorias de los proyectiles o de los cuerpos en caída libre.

## Experimento del mástil de un barco
En 1616, después de que Galileo ya estuviese preocupado por ser objeto de sospechas de herejía por parte de la Inquisición, recibió una carta de monseñor Francesco Ingoli con argumentos científicos y teológicos contra el copernicanismo. Como parte de una extensa respuesta de 1624, Galileo describió el experimento de dejar caer una piedra desde el mástil de un barco en movimiento y observar si impactaba en la base del mástil o detrás de él. Varias personas habían discutido el experimento en términos teóricos, y algunas afirmaban haberlo realizado, con informes contradictorios sobre el resultado. Por ejemplo, experimentos reales o mentales similares a este habían sido discutidos previamente por Jean Buridan, Nicolás Oresme, Nicolás de Cusa, Cristóbal Clavio y Giordano Bruno.
Galileo le dijo a Ingoli (traducido por Stillman Drake):

He sido el doble de buen filósofo que esos otros porque ellos, al decir cuál es el efecto contrario, también han añadido la mentira de haberlo visto experimentalmente; y yo he realizado el experimento, ante el cual, el razonamiento físico me había persuadido de que el efecto debía resultar como en realidad resulta.
Galileo también analizó el experimento en su «Diálogo sobre los dos máximos sistemas del mundo» (día 2), pero sin afirmar que se llevara a cabo. Un experimento similar, analizado por Galileo y otros autores como Oresme, Clavio y Bruno, consiste en lanzar un proyectil directamente hacia arriba desde la superficie terrestre. Un argumento común entre aristotélicos y escolásticos era que, si la superficie terrestre se desplazaba hacia el este, en este experimento el proyectil caería al oeste del punto de lanzamiento, contrariamente a lo observado.

## Experimento mental de 1632
El libro de Galileo de 1632 Diálogos sobre los dos máximos sistemas del mundo consideró (Segundo Día) todos los argumentos comunes entonces vigentes contra la idea de que la Tierra se mueve. Uno de ellos es que si la Tierra girara sobre su eje, entonces todos nos estaríamos moviendo hacia el Este a miles de kilómetros por hora, por lo que una bala de cañón lanzada directamente desde una torre aterrizaría al Oeste de la torre que se habría movido cierta distancia hacia el Este en el ínterin. De manera similar, el argumento era que una bala de cañón disparada hacia el Este aterrizaría más cerca del cañón que una disparada hacia el Oeste, porque el cañón (que se mueve hacia el Este) alcanzaría parcialmente a la bala. Para refutar tales argumentos, el libro observa que una persona en un barco en movimiento uniforme no tiene sentido del movimiento, y que por lo tanto, una bala de cañón lanzada desde lo alto del mástil caería directamente al pie del propio mástil. Para demostrar este punto, Salviati, el ficticio defensor de Galileo, propuso el experimento descrito a continuación para demostrar el clásico principio de relatividad, según el cual no existe observación interna (es decir, sin, por así decirlo, mirar por la ventana) que permita distinguir entre un sistema en movimiento uniforme y uno en reposo. Por lo tanto, dos sistemas cualesquiera que se muevan sin aceleración son equivalentes, y el movimiento no acelerado es relativo. Casi tres siglos después, esta noción se aplicó a las leyes de la electricidad y el magnetismo (gracias a las ecuaciones de Maxwell) por obra de Albert Einstein, lo que condujo a la formulación de la teoría de la relatividad especial, una reformulación del argumento de Galileo considerando las leyes de la gravitación y el electromagnetismo, por entonces desconocidas.

### La propuesta
El experimento de Salviati es el siguiente:

Enciérrate con un amigo en el camarote principal bajo cubierta de un gran barco, y lleva contigo algunas moscas, mariposas y otros pequeños animales voladores. Ten un cuenco grande con agua y algunos peces, y cuelga una botella que se vacíe gota a gota en un recipiente ancho situado debajo. Con el barco parado, observa atentamente cómo los pequeños animales vuelan con la misma velocidad hacia todos los lados del camarote. Los peces nadan indistintamente en todas direcciones; las gotas caen en el recipiente de abajo; y, al lanzarle algo a tu amigo, no necesitas lanzarlo con más fuerza en una dirección que en otra, siendo las distancias iguales, y saltando con los pies juntos, recorres espacios iguales en todas direcciones. Cuando hayas observado todo esto con atención (aunque sin duda, cuando el barco está parado todo debe suceder de la misma manera), haz que el barco avance a la velocidad que desees, siempre que el movimiento sea uniforme y no fluctúe de un lado a otro. No descubrirás el menor cambio en ninguno de los efectos mencionados, ni podrás determinar con ninguno de ellos si la nave estaba en movimiento o parada. Al saltar, pasarás por el suelo los mismos espacios que antes, y no realizarás saltos más grandes hacia la popa que hacia la proa, aunque la nave se mueva a gran velocidad, a pesar de que durante el tiempo...
Mientras estés en el aire, el suelo bajo ti irá en dirección opuesta a tu salto. Al lanzar algo a tu compañero, no necesitarás más fuerza para hacérselo llegar, ya sea que esté en dirección a la proa o a la popa, estando tú situado enfrente. Las gotas caerán como antes en el barco sin dirigirse a la popa, aunque mientras estén en el aire, el barco recorre muchos trecho. Los peces en el agua nadarán hacia la parte delantera de su pecera sin más esfuerzo que hacia la trasera, y se dirigirán con la misma facilidad hacia el cebo colocado en cualquier lugar de los bordes de la pecera. Finalmente, las mariposas y las moscas continuarán sus vuelos indiferentemente hacia todos lados, sin que jamás se concentren en la popa, como cansadas de seguir el rumbo del barco, del que se habrán separado durante largos intervalos manteniéndose en el aire. Y si se produce humo quemando incienso, se verá ascender en forma de pequeña nube, permaneciendo quieta y moviéndose sin más hacia un lado que hacia el otro. La causa de todas estas correspondencias de efectos es que el movimiento del barco es común a todos los objetos que contiene, y también al aire. Por eso dije que debían estar bajo cubierta; pues si esto ocurriera arriba, al aire libre, que no seguiría el rumbo del barco, se observarían diferencias más o menos notables en algunos de los efectos observados.

Diálogo sobre los dos principales sistemas del mundo, traducido por Stillman Drake, University of California Press, 1953, págs. 186-187 (Segundo día).